# Artemis Chasma (quadrangle)

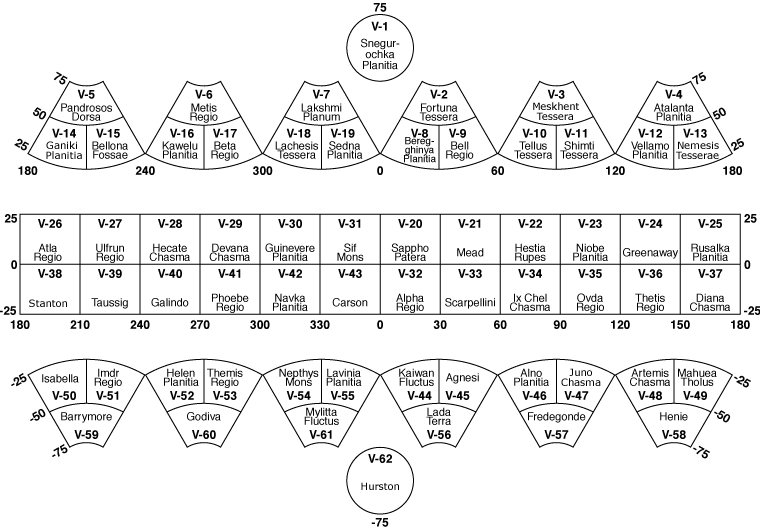
Quadrangles op Venus op schaal 1 : 5.000.000

Artemis Chasma (V–48; breedtegraad 25°–50° S, lengtegraad 120°–150° E) is een quadrangle op de planeet Venus. Het is een van de 62 quadrangles op schaal 1 : 5.000.000. Het quadrangle werd genoemd naar de gelijknamige kloof die op zijn beurt is genoemd naar Artemis, de godin van de jacht uit de Griekse mythologie.

## Geologische structuren in Artemis Chasma
Chasmata
- Artemis Chasma
- Britomartis Chasma

Coronae
- Artemis Corona
- Colijnsplaat Corona
- Teteoinnan Corona

Dorsa
- Biliku Dorsa
- Laverna Dorsa

Inslagkraters
- Behn
- Bonnevie
- Ivne
- Jalgurik
- Janyl
- O'Connor
- Veronica
- Yomile

Planitiae
- Zhibek Planitia